# کامیون (فیلم)
کامیون فیلمی به کارگردانی و تهیه‌کنندگی کامبوزیا پرتوی که فیلم‌نامه این اثر توسط خودش نوشته شده‌است و در سی و ششمین دوره جشنواره فیلم فجر حضور دارد. کامپوزیا پرتوی دربارهٔ انتخاب بازیگر این فیلم گفت: «اگر بخواهیم به عقب برگردیم، انتخاب من بهروز وثوقی و لوکیشن مد نظرمان هم ترکیه بود. اما وقتی لوکیشن به ایران رسید و زمان ساخت رسید، اولین انتخابم سعید آقاخانی بود و به دلیل آشنایی و همکاری قبلی با او و اصالت کردی‌اش این انتخاب قطعی شد.»
فیلم کامیون توانست در سی و ششمین جشنواره بین‌المللی فیلم فجر، سیمرغ بلورین بهترین فیلم‌نامه را دریافت کند.

## داستان فیلم
یک راننده کامیون ایرانی (سعید آقاخانی) ، خانواده‌ای ایزدی از اهالی کردستان عراق را برای یافتن پدر خانواده به تهران می‌آورد ولی اتفاقا با خودروی بی‌ام‌و نیکی کریمی تصادف می‌کند و.....

## جوایز

### سی و ششمین دوره جشنواره فیلم فجر
| بخش                       | نامزد          | نتیجه | جایزه        |
| ------------------------- | -------------- | ----- | ------------ |
| بهترین فیلم‌نامه           | کامبوزیا پرتوی | برنده | سیمرغ بلورین |
| بهترین فیلم               | کامبوزیا پرتوی | نامزد | سیمرغ بلورین |
| بهترین کارگردانی          | کامبوزیا پرتوی | نامزد | سیمرغ بلورین |
| بهترین بازیگر نقش اول مرد | سعید آقاخانی   | نامزد | سیمرغ بلورین |
| بهترین تدوین              | مصطفی خرقه‌پوش  | نامزد | سیمرغ بلورین |
| بهترین چهره‌پردازی         | بابک اسکندری   | نامزد | سیمرغ بلورین |